# German Beach Tour 2022
Die German Beach Tour 2022 ist die deutsche Turnierserie im Beachvolleyball. Sie sollte ursprünglich in sechs Turnieren in drei Städten ausgetragen werden. Am Ende fand die Deutsche Meisterschaft in Timmendorfer Strand statt. Nach der Insolvenz der Vermarktungsagentur DVS übernahm Spontent die Organisation der German Beach Tour.

## Turniere
Die sechs Turniere wurden von Mai bis August ausgetragen.
| Datum              | Stadt      | Austragungsort                       | Siegerinnen           | Sieger                        |
| ------------------ | ---------- | ------------------------------------ | --------------------- | ----------------------------- |
| 19.–22. Mai        | Düsseldorf | Außengelände der Halle Mensch        | Gernert / Krohn       | B. Sagstetter / J. Sagstetter |
| 26.–29. Mai        | Düsseldorf | Außengelände der Halle Mensch        | Ittlinger / Schneider | Henning / Winter              |
| 16.–19. Juni       | München    | Munich Beach Resort, Oberschleißheim | Aulenbrock / Ferger   | Popow / Resnik                |
| 30. Juni – 3. Juli | Hamburg    | Heiligengeistfeld                    | Grüne / Walkenhorst   | L. Pfretzschner / Sowa        |
| 14.–17. Juli       | Bremen     | Bahnhofsplatz                        | Grüne / Walkenhorst   | Ehlers / Wickler              |
| 4.–7. August       | Münster    | Hafenplatz                           | Laboureur / Schulz    | B. Sagstetter / J. Sagstetter |

## Ursprüngliche Planung und Insolvenz
Im März kündigte  der DVV nach zahlreichen Problemen in den vergangenen beiden Jahren eine neugestaltete Tour an. Diese Tour sollte aus sechs Turnieren bestehen, die jeweils an aufeinanderfolgenden Wochen in drei Städten ausgetragen werden. Für die Vermarktung war eine Zusammenarbeit mit Sportfive geplant und die Übertragungen sollten bei Spontent erfolgen.
Nach vorherigen Gesprächen mit den Spielern verkündete der DVV am 28. April 2022 die Insolvenz seiner Vermarktungsgesellschaft Deutsche Volleyball-Sport GmbH (DVS). Durch die Insolvenz war die weitere Planung der deutschen Turnierserie zunächst unklar.

## Organisation durch Spontent
Das Team des Twitch-Sportsenders Spontent um Alexander Walkenhorst, das zuvor bereits eigene Wettbewerbe wie die German Beach Trophy veranstaltete, plante nach den Problemen der DVS zunächst für die letzten beiden Wochenenden im Mai Turniere in Düsseldorf. Die Turniere wurden an den ursprünglich für Düsseldorf vorgesehenen Terminen am 19.–22. und 26.–29. Mai auf einem Gelände in der Nähe der Halle Mensch ausgetragen. Nach der DVS-Insolvenz folgen weitere von Spontent organisierte Turniere.
Im weiteren Verlauf der Vorbereitung übernahm Spontent mit der neu gegründeten NBO Event GmbH offiziell die Organisation und Vermarktung der German Beach Tour. Das Recht dazu kam aus der Insolvenzmasse der DVS.

## Rock the Beach
Neben der German Beach Tour fand 2022 erstmals die zusätzliche Turnierserie „Rock the Beach“ statt. Von Ende Juni bis Mitte August wurde bei Turnieren in vier Städten Beachvolleyball mit Festivals kombiniert.
| Datum          | Stadt     | Austragungsort                   | Festival          | Siegerinnen           | Sieger                    |
| -------------- | --------- | -------------------------------- | ----------------- | --------------------- | ------------------------- |
| 24.–26. Juni   | Stuttgart | Reitstadion am Cannstatter Wasen | Kessel Festival   | Borger / Sude         | Becker / J. Sagstetter    |
| 8.–10. Juli    | Fehmarn   | Südstrand                        |                   | Gernert / Krohn       | Kühlborn / Stadie         |
| 29.–31. Juli   | Borkum    | Hauptstrand                      | Borkum Beach Days | Behlen / S. Schneider | D. Poniewaz / B. Poniewaz |
| 19.–21. August | Berlin    | BeachMitte                       |                   | Behlen / Grüne        | Becker / Dollinger        |